# Marta González de Vega
Marta González de Vega (Santa Cruz de Tenerife, 6 de diciembre de 1974) es una guionista, actriz, cómica, autora teatral y escritora española. Guionista con Santiago Segura de las sagas Padre no hay mas que uno y A todo tren en las que también participa como actriz. Protagonista y guionista de la película De Caperucita a loba, basada en su libro y su obra de teatro De caperucita a loba en solo seis tíos.
Comenzó su carrera profesional como guionista y actriz en el programa de televisión El Club de la Comedia, en el que trabajó durante seis temporadas; las tres últimas, en calidad de coordinadora de guion.
También es guionista y actriz de la saga cinematográfica Padre no hay más que uno, Padre no hay más que uno 2: La llegada de la suegra, Padre no hay más que uno 3 y Padre no hay mas que uno 4. Campanadas de boda, junto con Santiago Segura, así como de la saga A todo tren. Destino Asturias y A todo tren 2. Sí, les ha pasado otra vez. Entre sus proyectos televisivos destaca su labor como guionista y actriz colaboradora de José Mota.
Desde 2016 representa en Madrid el espectáculo unipersonal De Caperucita a loba en solo seis tíos, que está basado en su libro homónimo.
Lleva con el show nueve temporadas consecutivas.
El 26 de octubre de 2023, la Fundación Diario de Avisos presentó la octava edición de los Premios Taburiente, galardones de carácter nacional e internacional que otorga anualmente esta institución filantrópica del Decano de la prensa canaria. Marta González de Vega Recibió el premio Taburiente por su gran trayectoria artística. En esta lista figuraba como una de las siete mujeres más influyentes del cine español. El premio lo recibió de manos de su padre, Gustavo González Garrido, abogado y dramaturgo.
En noviembre de 2023 recibió también en su tierra el galardón “Isla Calavera” del Festival de Cine Fantástico de Canarias (La Laguna).
El 27 de mayo de 2024 recibió el Premio Berlanga al Humor a la  Mejor Show Woman por su espectáculo teatral De Caperucita a Loba en solo seis tíos que lleva la octava temporada en la cartelera madrileña.
Colaboradora del programa Todo es mentira en  Cuatro TV en calidad de humorista.
Actualmente colaboradora en RNE con Pepa Fernández con la sección: "Humoriscóloga" en el programa: No es un día cualquiera. Su sección pretende ser un canto al humor, para encarar los malos momentos con una sonrisa. Además, Marta, canta la canción que ha compuesto para la ocasión, en directo.

## Primeros años
Marta González de Vega nació en Santa Cruz de Tenerife. Es licenciada en Derecho. Al terminar la carrera se trasladó a Madrid, con la finalidad de dedicarse a la industria del espectáculo.
Inició su andadura artística en su tierra natal, donde debutó como actriz a los quince años con la Compañía Insular de Teatro, dirigida por Fernando H. Guzmán. Más tarde protagonizaría La malquerida, bajo la dirección de Ángel Cánovas, y se incorporaría a la compañía Círculo Teatral, dirigida por Juanjo Parrilla. En esta compañía representa, entre otras, las obras Recuerdos, Cama para seis y Sor Úrsula de San Pedro" todas ellas de su padre, el prolífico dramaturgo tinerfeño Gustavo González Garrido.

## Trayectoria artística
Inicia su carrera artística a nivel nacional como guionista del programa de televisión en  'El Club de la Comedia'. Trabaja como guionista en el programa durante seis temporadas, tres de ellas en calidad de coordinadora de guion. Durante estos años también participa como monologuista en el programa
Como guionista del Club de la comedia escribió más de quinientos monólogos de stand up comedy. También coescribio siete libros y varias obras teatrales, entre las que cabe destacar su participación como coguionista en la trilogía 5hombres.com, 5mujeres.com y Hombres, mujeres y punto, obras que han sido representadas en más de veinte países.
En su faceta de actriz, formó parte del elenco de actrices de 5mujeres.com, junto a Carmen Machi, Pilar Bardem, Beatriz Carvajal, Ana Milán y Toni Acosta.
En 2006, creó la serie Con dos tacones. De esta serie, producida por BocaBoca y emitida por TVE1, fue productora ejecutiva, coordinadora de guion y actriz. Ese mismo año, la serie fue nominada a mejor serie de comedia internacional en el Festival de Televisión de Montecarlo.
En 2010 estrenó en Madrid, la comedia de su autoría "Tonta ella, tonta él", que se estrenará próximamente en Argentina, México y Uruguay. 
En 2011. En enero representó la obra "Fantasmas", de Gustavo González Garrido, dirigida por Juanjo Parrilla.
En 2015 publicó su primer libro en solitario De Caperucita a loba en solo seis tíos (Martínez Roca, Grupo Planeta). Se trata de un libro de humor y reflexión que rinde homenaje a Eduardo Punset. La autora, con el humor como ingrediente, muestra a través de diferentes situaciones cómo manejar las emociones. La obra tuvo una segunda edición en 2021, con la editorial HarperCollins. 
En 2016, De Caperucita a loba en solo seis tíos se estrenó como show teatral.
González de Vega es asimismo guionista, junto con Santiago Segura, de Sin rodeos (2018), Padre no hay más que uno (2019), Padre no hay más que uno 2: La llegada de la suegra (2020), Padre no hay más que uno 3 (2022). A todo tren. Destino Asturias (2021), A todo tren 2. Sí, les ha pasado otra vez  (2022). Las películas más taquilleras del cine español en estos últimos años.
También ha trabajado como guionista y actriz durante años con el humorista, actor y guionista José Mota en sus principales proyectos. En 2018 participó como actriz y guionista en el programa de TVE1 José Mota presenta... sus especiales de Nochebuena (TVE1) así como en Hoy no, mañana (2019) y en ¿Y si sí? (2021). En 2019  en El Roast de José Mota.
En 2022 publicó su novela Orgullo, prejuicio... y otras formas de joderte la vida (HarperCollins).
El 5 de abril de 2023 se estrenó en cines De Caperucita a Loba, la comedia de Marta González de Vega, bajo la dirección de Chus Gutiérrez.
Una comedia ácida que aborda las relaciones amorosas basada en el libro y en la exitosa obra de teatro homónima creada, escrita y protagonizada por Marta González de Vega.
El magnífico reparto lo completan grandes actores cómicos como Berto Romero, David Guapo, José Mota,Martita de Graná, junto a grandes nombres nacionales como Antonio Resines, Elena Irureta y Santiago Segura, e internacionales como Melania Urbina y Marco Zunino.
El 6 de julio de 2023 se estrenó en cines Vacaciones de verano. Dirección, Santiago Segura. Guion, Marta González de Vega y Santiago Segura. Entre el elenco de actores destacan: Leo Harlem, Santiago Segura, Marta González de Vega, Patricia Conde, Sirena Segura, Cristina Gallego entre otros.
El 26 de octubre de 2023 La Fundación Diario de Avisos presentó la octava edición de los Premios Taburiente, galardones de carácter nacional e internacional que otorga anualmente esta institución filantrópica del Decano de la prensa canaria. Marta González de Vega Recibió el premio Taburiente por su gran trayectoria artística. En esta lista figuraba como una de las siete mujeres más influyentes del cine español. El premio lo recibió de manos de su padre, Gustavo González Garrido, abogado y dramaturgo.
Yo Dona en 2024 actualiza, un año más, el listado de las españolas más poderosas, cuyo trabajo ha tenido un impacto en el pensamiento y la transformación sociocultural dentro y fuera de nuestras fronteras. Entre ellas, en el apartado de cultura, directoras y guionistas, se encuentra Marta González de Vega.
En noviembre de 2023 recibió también en su tierra el galardón “Isla Calavera” del Festival de Cine Fantástico de Canarias (La Laguna).
El 18 de noviembre se celebró en Miami la 29 edición de Recent Spanish Cinema, una de las muestras de cine más conocidas de Estados Unidos.  El evento contó con la proyección de largometrajes. Entre ellos la comedia De Caperucita a Loba, creada e interpretada por Marta González de Vega y dirigida por Chus Gutiérrez.
El 31 de diciembre de 2023 en el especial Nochevieja de José Mota: “Una noche de miedo” ha participado como actriz.
El 27 de mayo de 2024 recibió el Premio Berlanga al Humor a la  Mejor Show Woman por su espectáculo teatral De Caperucita a Loba en solo seis tíos que lleva la octava temporada en la cartelera madrileña.
El 17 de junio de 2024 La Sociedad General de Autores y Editores (SGAE) ha hecho entrega de las doce Medallas del 125 Aniversario a los creadores de diferentes ámbitos profesionales. La gala ha estado presentada por Marta González de Vega y Santiago Segura, caracterizados como la dramaturga y pionera del feminismo María de la O Lejárraga y de Vital Aza, primer presidente de la Sociedad de Autores. El guion en verso de la gala es autoría de Marta González de Vega. Diferentes miembros de la plantilla de SGAE y de sus órganos de gobierno han hecho entrega de las Medallas del 125 aniversario.
El 17 de julio de 2024 se estrena en cines Padre no hay mas que uno 4. Campanadas de boda interpreta el papel de Leticia y es guionista junto a Segura.
Colaboradora del programa Todo es mentira en Cuatro TV en calidad de humorista.

## Guionista

### Filmografía. Cine
- Sin rodeos (2018)
- Padre no hay más que uno (2019)
- Padre no hay más que uno 2: La llegada de la suegra (2020)
- A todo tren. Destino Asturias (2021)
- Padre no hay más que uno 3 (2022)
- A todo tren 2. Sí, les ha pasado otra vez (2022)[35]
- De Caperucita a loba (2023)
- Vacaciones de verano (2023)
- Padre no hay mas que uno 4. Campanadas de boda (2024)

### Teatro. Autora
- 5hombres.com (2000)[36]
- 5mujeres.com (2002)
- Hombres, mujeres y punto (2004)
- Francamente... La vida según san Francisco (2001). Protagonizada por Enrique San Francisco.[36]
- Tonta ella, tonto él (2006)
- Mi tío no es normal (2012). Protagonizada por Pedro Reyes y Manuel Feijóo.
- Los pijos también lloran (2016). Comedia escrita y dirigida por González de Vega.[37]
- De Caperucita a Loba en solo seis tíos (2016-2025)

### Televisión
- El Club de la Comedia. Guionista y coordinadora de guion (1999- 2006).
- Con dos tacones (2006). Creadora, productora ejecutiva, coordinadora de guion de esta serie para TVE1 y producida por BocaBoca, que fue nominada a Mejor Serie de Comedia del año en el Festival de Televisión de Montecarlo.[19]
- Gala Premios Ondas (2000), Canal Plus.

- Gala Miguel Gila: Haz el amor y no la guerra (2003), Telecinco.
- Gym Tony, serie de televisión. Telecinco y cuatro. Guionista y coordinadora de guion 2014-2016.
- Gala fin de año de TVE de 2016.
- Gala tercera edición Premios Platino TVE Internacional de 2016.
- Gala de la Noche de Reyes de TVE1 de 2017.
- Historia de la Munda. Especial de Nochevieja de José Mota.
- ¡Stop Princesas! (2019). Nominado Mejor Programa para Canal Temático en los Premios de la Academia de Televisión 2019.[38]
- José Mota presenta... (2018)
- El Roast de José Mota (2019)
- Pequeñas coincidencias (2019). Serie de Amazon Prime, Antena 3.[39]
- Gala VI Premios Platino del Cine Iberoamericano (2019)[40]
- Hoy no, mañana (2019)
- Gala 25 aniversario de los Premios Forqué del cine español (2020)

## Actriz

### Filmografía. Cine
- Sin rodeos (2018)
- Padre no hay más que uno (2019) como Leticia
- Padre no hay más que uno 2: La llegada de la suegra (2020) como Leticia
- A todo tren. Destino Asturias (2021)
- Padre no hay más que uno 3 (2022)[41]
- A todo tren 2. Sí, les ha pasado otra vez (2022)
- De Caperucita a loba (2023)
- Vacaciones de verano (2023)
- Padre no hay mas que uno 4. Campanadas de boda (2024)

### Teatro
- 5mujeres.com (2002)
- Fantasmas (2011). Autor: Gustavo González Garrido.[42]
- Las noches del Club de la Comedia. Gira nacional 2007-2016.[43]
- De Caperucita a loba en solo seis tíos (2016-2025)

### Televisión
- 5mujeres.com (2001)
- Con dos tacones (2006)
- Gym Tony. Guionista y coordinadora de guion 2014-2016.[44]
- José Mota presenta...  (2018)
- Un golpe de gracia (2018). Especial de Nochevieja de José Mota.[45]
- Pequeñas coincidencias (2019)
- Historia de la Munda. Especial de Nochevieja de José Mota.
- Hoy, no mañana (2019)
- ¿Y si sí? (2019)[46]
- Gala 25 aniversario de los Premios Forqué (2020)
- Señoras del (h)AMPA (2019)
- Cuento de Vanidad (2021). Especial de Nochevieja de José Mota.
- La Otra Tertulia (La mañana de La 1). Colaboradora en 2020.
- El 31 de diciembre de 2023 en el especial Nochevieja de José Mota: “Una noche de miedo”.
- El 14 de febrero de 2025  colaboradora y actriz en José Mota No News

## Libros
- Y prometo serme fiel Editorial: Baile del Sol SR, 2004.
- De Caperucita a loba en solo seis tíos. Martínez Roca, Grupo Planeta (1.ª ed. 2015) y HarperCollins , (2.ª ed. 2021).
- Orgullo, prejuicio... y otras formas de joderte la vida (HarperCollins, 2022)

## Radio
Por tres razones RNE dirigido y presentado por Mamen Asencio. Colaboradora con sección propia: Diario Post-Covid (2019). Todos los viernes de julio y agosto. Hablando con humor de la realidad postconfinamiento. Cada semana dedicó un tema musical de humor a la actualidad de la nueva normalidad.
Marta González de Vega comenzó la  sección Humoriscóloga en )Radio Nacional de España (RNE el 21 de septiembre de 2024 y, poco después, se incorporó al equipo de Pepa Fernández en el programa No es un día cualquiera.

## Premios y nominaciones
- Premio Gygnus, de cine solidario al mejor guion Padre no hay más que uno.[48][49]
- Premio: Oscar del Humor en su segunda edición en marzo de 2022.[50]
- Premio Met Mejor Monólogo Teatral 2018 por De Caperucita a loba en solo seis tíos, concedido por los espectadores de Madrid es Teatro.[51]
- Premios Sancho Panza 2023,  que otorga la Asociación de Cómicos de España .[52]
- El 26 de octubre de 2023 La Fundación Diario de Avisos le concedieron el  “Premios Taburiente”..[53]
- En noviembre de 2023 recibió  el galardón “Isla Calavera” del Festival de Cine Fantástico de Canarias (La Laguna)..[cita requerida]
- 27 de mayo de 2024 recibió el Premio Berlanga al Humor a la  mejor Show Woman por su espectáculo  De Caperucita a Loba en solo seis tíos  que cumple la octava temporada en la cartelera.[54]
- Padre no hay más que uno 2: La llegada de la suegra es nominada en 2021 en la categoría de Guion en los premios anuales del Círculo de Escritores Cinematográficos (CEC)..[cita requerida]
- Con dos tacones. Nominada a mejor serie de comedia internacional en el Festival de Televisión de Montecarlo, 2006.[55]